# Waxwing
Waxwing fue un grupo de indie rock capitaneado por el ahora cantautor Rocky Votolato, vienen de Seattle y entre sus influencias están el folk, el rock y el punk. 

## Historia
En 1996 el grupo Lying on Loot donde tocaban Rocky Votolato y Rudy Gajadhar se disuelve, y es ahí cuando llaman al bajista Andrew Hartley con el que empiezan a componer sus primeras canciones. Más tarde reclutan al hermano menor de Rocky, Cody Votolato, como segundo guitarrista. Waxwing ya está formado.
1998 sacan un autotitulado single de la mano de Henry's Finest Recordings, después firmarían definitivamente con Second Nature Recordings. Y es con este sello cuando en 1999 lanzan For Madmen Only su primer álbum con una acogida por parte de la crítica más que aceptable. A este le sigue en el año 2000 One for the Ride con el que se meten de lleno en la escena underground de Seattle.
Rocky, durante este tiempo va grabando algunos discos en solitario, básicamente su voz y su guitarra, mientras que su hermano, cody, también toca en el grupo The Blood Brothers que hoy en día gozan de una significativa popularidad.
En el 2001 sale Intervention: Collection+Remix, una recopilación de antiguas canciones junto con algunas inéditas y otras en concierto. En 2002 terminan su discografía con Nobody Can Take What Everybody Owns un álbum de apenas 40 minutos más guitarrero y potente que los anteriores. Tres años más adelante y después de varios conciertos por todos los Estados Unidos, en 2005 anuncian su ruptura, no sin antes despedirse en diciembre de ese mismo año con dos últimos shows en su tierra, Seattle.

## Miembros
- Rocky Votolato-Guitarra y voz
- Rudy Gajadhar-Batería
- Andrew Hartley-Bajo
- Cody Votolato-Guitarra

## Discografía
- Waxwing 7" (Henry's Finest Recordings, 1998)
- For Madmen Only Archivado el 18 de octubre de 2006 en Wayback Machine. (Second Nature Recordings, 1999)
- One for the Ride Archivado el 24 de diciembre de 2008 en Wayback Machine. (Second Nature Recordings, 2000)
- Intervention: Collection+Remix Archivado el 24 de diciembre de 2008 en Wayback Machine. (Second Nature Recordings, 2001)
- Nobody Can Take What Everybody Owns Archivado el 24 de diciembre de 2008 en Wayback Machine. (Second Nature Recordings, 2002)

## Recopilaciones
- Living Silent (Status Recordings, 1998) - Canción "Charmageddon"
- Split 7" with The Casket Lottery (Second Nature Recordings, 2000) - Canción "Laboratory"
- This Changes Everything (Second Nature Recordings, 2001) - Canción "Laboratory"

- Datos: Q7975729